# کمربند زرین
کمربند زرین یکی از اشیاء تاریخی در موزه جواهرات ملی است.
یک قطعه زمرد منحصر بفرد به وزن حدود یکصد و هفتاد و شش قیراط که با شصت قطعه الماس برلیان و ۱۴۵ قطعه الماس فلامک تزئین شده‌است، اساس این کمربند را تشکیل داده‌است. طول بند زربافت آن ۱۱۹ سانتیمتر بوده و به دستور ناصرالدین شاه ساخته شده‌است.